# Pablo Bellido
Pablo Bellido Acevedo (La Línea de la Concepción, 23 de abril de 1976) é um político espanhol, pertencente ao Partido Socialista Operário Espanhol. Desde 2019, é o Presidente das Cortes de Castela-Mancha.

## Biografia
Foi Prefeito de Azuqueca de Henares, entre 2007 e 2015. Representou a província de Guadalajara no Congresso dos Deputados da Espanha entre 2016 e 2019.
Em 19 de junho de 2019, foi escolhido Presidente das Cortes de Castela-Mancha, recebendo um total de 23 dos 33 votos disponíveis, contando com os votos de seu partido e apoiado também pelo Grupo Parlamentário dos Cidadãos - Partido da Cidadania.